# Zona pellucida

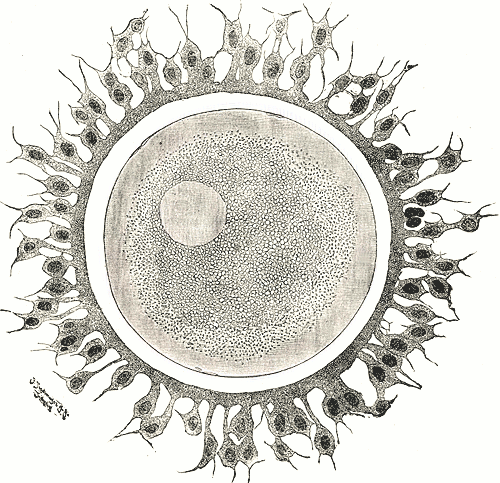
Menselijke eicel met eromheen een witte gordel, de zona pellucida, die weer omgeven wordt door de corona radiata

De zona pellucida of glashuid is een beschermend omhulsel om de eicel van zoogdieren, die door de kubische granulosacellen van de primaire follikels aangemaakt wordt. Ze ligt tussen de celmembraan van de eicel en de follikelepitheelcellen. Deze follikelepitheelcellen worden de corona radiata genoemd.
De zona pellucida is rijk aan glycoproteïnen en glycosaminoglycanen, die de zona-pellucida-proteïnen ZP1, ZP2 en ZP3 genoemd worden. De follikelepitheelcellen hebben vingervormige uitstulpingen (microvilli) in de zona pellucida, waardoor de eicel van voedingsstoffen wordt voorzien. 

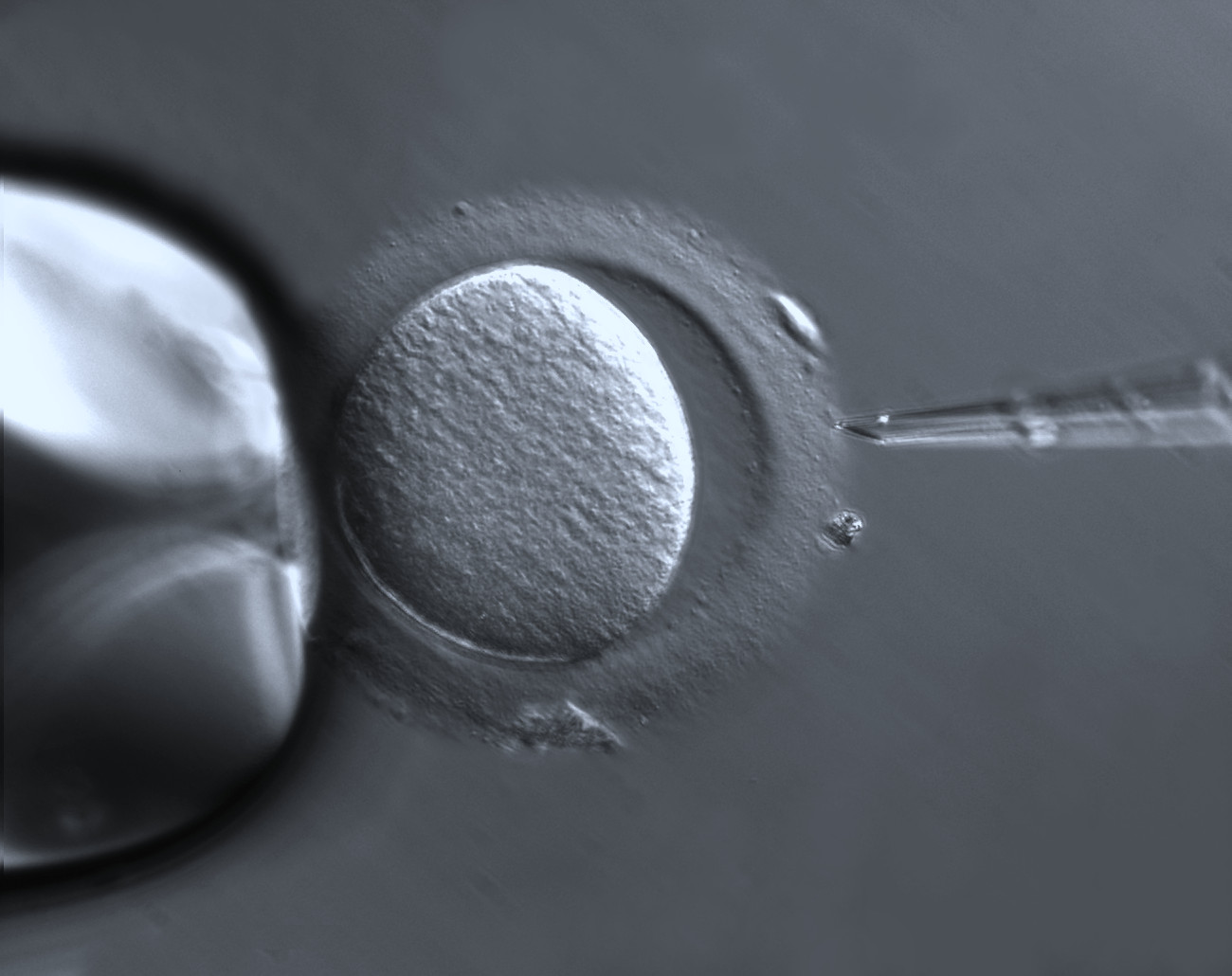
Menselijke eicel met de zona pellucida